# Slagalica strave IV
Slagalica strave IV (engl. Saw IV) je četvrti nastavak serijala Slagalica strave. Film je prvi put prikazan u Australiji 25. listopada 2007., a u SAD-u je prikazan 26. listopada 2007. godine. Američka premijera nastavila je tradiciju prema kojoj se američka premijera filma prikazuje prvi petak prije Noći vještica
Radnja filma je nastavak priče o serijskom ubojici Jigsawu koji je opsjednut željom da svoje žrtve nauči poštovanju života. Iako je sam Jigsaw ubijen u prethodnom nastavku, film prikazuje njegovu sposobnost manipulacije pomoću koje uvjerava ljude da nastave njegovo djelo. 
Film je režirao Darren Lynn Bousman, koji je režirao drugi i treći nastavak, dok su se James Wan i Leigh Whannell vratili, no ovaj put kao izvršni producenti. Za razliku od prije, Wan i Whanell nisu sudjelovali u izradi scenarija. 

## Radnja
Film započinje u dvorani za autopsiju gdje dvojica liječnika vrše autopsiju nad ubijenim Jigsawom. Kada u njegovom želudcu pronađu mikrokasetu, pozovu detektiva Hoffmana da ju preuzme. Poruka kasete govori da su igre tek započele i da se Jigsaw nada da ćeš ti [Hoffman] uspjeti gdje drugi nisu u ovom testu jer je on posljednji čovjek. Nakon slušanja vidimo kako je Hoffman u blagom šoku. 
Radnja se tada seli u zapušteni mauzolej gdje vidimo dvojicu muškaraca, Trevora i Arta, kako leže. Trevoru su zašivene oči tako da ne može vidjeti, a Artu usta tako da ne može pričati, čime je komunikacija između njih onemogućena. Oko vrata im se nalazi velik lanac koji je prispojen na uređaj koji se nalazi u sredini sobe. Trevor se uspaniči misleći da je Art taj koji ga je zatvorio i počinje vuči lanac. Time aktivira mehanizam uređaja na sredini koji počinje vuči lanac prema sebi. Kada lanac dođe do kraja, oni umiru. Art, koji još uvijek vidi, otkrije kako svaki od njih ima ključ koji otvara lokot, ali ključ jednoga je na lokotu drugoga. Kako se lanac sve više i više skraćuje, Trevor ne vidi, Art mora intervenirati. Uspije onesposobiti, a na koncu i ubiti Trevora, domoći se ključa i spasiti si život. Art tada uspije probiti konce koji su mu vezali usne i počinje kričati dok krv teče iz njegovih usta. U kasnijem flashbacku saznajemo kako je Art u mauzoleju pronašao još dvije stvari: Jigsawovu poruku i papir s instrukcijama. 
Radnja se događa 6 mjeseci nakon nestanka detektiva Matthewsa i 4 dana nakon nestanka detektivke Kerry, kako zapaža Hoffman. Policija je uspjela pronaći detektivku Kerry, čije se truplo još uvijek nalazilo u smrtonosnoj zamci u kojoj je ubijena u Slagalici strave III. Nakon što poručnik Rigg, koji je bio jako vezan s det. Kerry, ulazi u prostoriju gdje je njeno truplo, unatoč Hoffmanovim upozorenjima, dolaze agenti FBI-ja Peter Strahm i Lindsey Perez. Nakon upoznavanja s Hoffmanom, koji vodi slučaj, Strahm i Perez deduciraju da je Amanda Young, Jigsawova nasljednica, imala pomoćnika jer nije sama mogla podići det. Kerry na tu visinu, time zapravo otkrivajući da postoji još jedan Jigsawov nasljednik.
Sljedeća scena prikazuje Rigga kako se vraća kući gdje saznaje da ga supruga napušta. Ona privremeno odlazi kod svoje majke, no poziva i Rigga sa sobom, ali on odbija. Iste te večeri, Rigg je napadnut u svom vlastitom stanu, a Hoffman naglo nestaje. Rigg se budi u svom stanu gdje pronalazi kasetu na kojoj se nalazi Jigsawova poruka. Jigsaw ga informira kako je Matthews zapravo još živ, te kako ima još 90 minuta života, a spasivši njega, Rigg bi spasio i nestalog Hoffmana. Ubrzo nakon što prošeta stanom, Rigg se susreće sa svojim ispitom. U stanu nalazi ženu koja se zove Brenda. Ona se nalazi u stolici-zamci, a lice joj je prekirveno svinjskom maskom. Rigg dobije uputu od Jigsawa da ju ostavi tako i da vidi što ja [Jigsaw] vidim. No, Riggov instinkt mu ne dopušta da ostavi žrtvu bez pomoći te on odlazi i skida njenu masku, čime pokreće mehanizam. Zamka je bila povezana s njezinom kosom i cilj zamke bio je toliko joj čupati kosu da joj se tjeme odvoji od ostatka glave. No, Rigg je nekako uspio zaustaviti mehanizam i spasiti Brendu, no umjesto zahvale, ona je krenula nožem na njega jer joj je Jigsaw rekao da je Rigg tu kako bi ju uhitio, te da je jedini način da se spasi da ubije Rigga. Iznenađeni Rigg se snađe i gurne Brendu u ogledalo, što ju onesvijesti. Rigg ju ostavlja u tom stanju i izlazi iz stana krećući prema svom drugom testu. Kasnije, Strahm i Perez ulaze u stan i pronalaze Brendu mrtvu.
Riggov sljedeći test odvija se u jednom motelu. Na vratima jedne sobe on uočava poruku osjećaj što ja osjećam. Kada uđe u sobu čiji je broj rekao Jigsaw, on saznaje da je voditelj motela, Ivan Landsness, serijski silovatelj. Njegov zadatak je odvesti Ivana u već namještenu zamku gdje bi se on suočio s vlastitim testom. Iako se u početku koleba, Rigg, nekon što vidi što je Ivan sve napravio, odluči izvršiti svoj zadatak i namami Ivana u zamku. Rigg je Ivana bacio na krevet gdje mu je udove stavio u okove i dao mu dva upravljača. Ivanov zadatak je pritisnuti upravljače koji aktiviraju mehanizam koji će Ivanu iskopati oba oka, kao kaznu što je počinio tolika silovanja. Rigg odlazi, a Ivanov test započinje. U početku se dvoumi, no odluči si iskopati oči kako bi preživio. No, iako su uspije iskopati jedno, vrijeme istekne, a Ivan si ne uspije iskopati drugo oko prije isteka vremena i zamka, u koju ga je Rigg smjestio, mu iskopa sva četiri uda koja se razlete po sobi i tako ubijaju Ivana.
Riggov sljedeći zadatak nosi naslov spasi kako ja spašavam. Rigg odlazi u osnovnu školu gdje je jednom davno napao čovjeka po imenu Rex za kojeg je sumnjao da zlostavlja svoju suprugu Morgan i kćer Janet. Tijekom flashbacka saznajemo kako je upravo Hoffman, svojom intervencijom, spasio Rigga od kazne. Kada Rigg uđe u učionicu svog testa, vidi istog tog čovjeka i njegovu suprugu na stolici spojene dugim metalnim žicama koji prolaze kroz njihove dijelove tijela. U Jigsawovoj poruci, Rigg saznaje kako su žice postavljene tako da prolaze kroz vitalne žile njegovog tijela, ali ne i njezinoga. Njezin zadatak je da, ako skupi hrabrosti, izvuče žice i pusti svog supruga da iskrvari, a spasi sebe. Kada Rigg uđe, uočava kako je Megan izvadila sve žice, osim jedne. Zadnju nije izvadila jer je pala u nesvijest. Kada Rigg dolazi, Megan se budi, a Rigg joj daje ključ kojim će se osloboditi nakon što izvuče posljednju žicu. Prije izlaska, Rigg uključi alarm kako bi netko došao po Megan.
Uskoro u školu dolaze agenti Strahm i Perez, koji su već prije shvatili da su i oni postali mete niza igara koje istražuju. Ubrzo otkriju povezanost između dosadašnjih žrtava i Arta Blanka - sve ih je branio na sudu. Ubrzo saznaju kako je Art odvjetnik Jill Tuck, Kramerove/Jigsawove bivše supruge. Pištolj, kojim su metalne žice ispaljene u Rexa i Megan ispali koplje koje ubije fotografkinju CSI-ja koja je željela uslikati mjesto zločina. Strahm i Perez ubrzo ulaze u jedan ured gdje pronalaze Billyja, Jigsawovu lutku. Perez nađe kasetu na kojoj je snimljena poruka. Poruka ju upozorava kako će Strahm uskoro oduzeti život nevinog čovjeka, ta kako je njezin sljedeći korak kritičan. Ignorirajući upozorenje, agentica Perez se približi Billyju čije lice eksplodira i zasipa Perezino lice gelerima. Perez je ubrzo odvedena u bolnicu, a Strahm odluči ispitati Jill Tuck. 
Tijekom ispitivanja, Jill Strahmu ispriča zašto je John Kramer postao Jigsaw. Jill je radila kao pomoćnica u centru za odvikavanje i bila je trudna s njihovim sinom kojeg su ona i John planirali nazvati Gideon. Jedne noći, Cecil, drogeraš koji često posjećuje centar odlučio je pokrasti centar i napao je Jill nožem kako bi mu ona otvorila vrata. Kada mu je ona otključala, on je ušao i vratima udario Jill po trbuhu, te je ona tada izgubila dijete. John, koji je čekao ispred centra, izašao je iz automobila da vidi zašto je Jill još unutra i vidio je Cecila kako istrčava iz centra, a Jill na podu, kravu. Odveo ju je u bolnicu gdje im je doktor rekao da je Jill izgubila dijete. John je tada doživio emocionalni šok i počeo se sve više i više udaljavati od svije supruge, što je eventualno dovelo do razvoda. John je ubrzo nakon toga saznao da ima rak i da mu nije preostalo previše vremena. Tada je odlučio oteti Cecila, kojeg je onda stavio u zamku. Ta zamka, koja je ujedno bila i prva koju je napravio, sastojala se od stolice i neke vrste maske koja je bila sastavljena od desetak paralelno složenih noževa. Cecilov zadatak bio je licem gurati noževe dok se oni skroz ne rašire i on ne dobije slobodu. Cecil nije uspio izvršiti zadatak, no zamka se raspala i Cecil je bio slobodan. Krenuo je prema Johnu, koji se izmakao, i Cecul je upao u drugu zamku, kavez pun bodljikave žice gdje je, koprcajući se, iskrvario do smrti. Tako je John Kramer postao Jigsaw. Strahm je uskoro uočio vezu između ovoga i Tvornice mesa "Gideon", gdje se i održavao Riggov posljednji test.
Strahm ubrzo dolazi u tvornicu gdje se izgubi, no uspije nekako pratiti tragove Jeffa Reinharta. Gledatelji dobivaju dojam da Jeff traži svoju kći, te da se sve ovo događa nakon što je Jeff ubio Jigsawa, no uskoro saznaju da se ova radnja, i radnja prijašnjeg nastavka, događaju u isto vrijeme, te da Jeff zapravo ide prema sobi gdje će ubiti Jigsawa. U međuvremenu, Rigg dolazi do svog posljednjeg testa. U sobi gdje se odvija njegov test nalaze se Art, koji jedini ima slobodu kretanja, te detektivi Matthews i Hoffman koji se nalaze u zamci. Zamka za Matthewsa i Hoffmana koncipirana je na dva načina. Matthews stoji na velikoj kocki leda, obješen lancem za strop, dok se Hoffman nalazi na drugom kraju, zavezan za stolicu. Kocka leda i Hoffman nalaze se na velikoj klackalici s vodom. Pokraj Hoffmana nalazi se elektroda. Ako Matthews prestane dodirivati kocku leda ili se dovoljna količina istog otopi, Matthews će umrijeti zbog gušenja, a Hoffman od električnog šoka zbog elektrode koja će doći u dodir s vodom i šokirati ga. Art je zadužen da ih nadgleda, ali i sam se nalazi u zamci. Na njegovom vratu vidmo uređaj koji će, ako ne odrade test, probiti njegovu kralježnicu i ubiti ga. No, Art u ruci ima uređaj kojeg treba aktivirati nakon što 90 minuta isteknu kako bi oslobodio sebe, te dvojicu detektiva. No, ako se vrata prostorije otvore prije nego vrijeme istekne, Matthewsovu glavu će zdrobiti dvije masivne kocke leda, a Hoffman će umrijeti od električnog šoka. Tijekom ove scene vidmo kako Art daje pištolj detektivu Matthewsu. 
Rigg se nalazi ispred vrata i želi ući. Kada Eric, koji može pričati, vidi njegovu siluetu na vratima pokušava ga upozoriti da ne ulazi, no bez uspjeha. Tada počinje pucati u njega dok se on zalijeće u vrata. Uspijeva ga pogoditi u trbuh, no Rigg svejedno smogne snage, razbije vrata i uleti u prostoriju sekundu prije isteka vremena. Time je aktivirao zamku. Dvije masivne kocke leda zdrobile su glavu detektiva Matthewsa, a Rigg je ustrijelio Arta misleći da je on autor testova. Tada je uočio još jednu kasetu s Jigsawovom porukom. U poruci mu Jigsaw govori kako nije mogao spasiti sve sam. Otkriva mu da bi, da nije bezglavo uletio u prostoriju (nešto na što ga je Hoffman upozorio na početku filma), spasio svu trojicu zatočenih, te da bi on sam prošao svoj test. Tada možemo vidjeti Hoffmana kako se odvezuje i ustaje sa stolice neozlijeđen, čime je otkriveno kako je on zapravo novi Jigsawov nasljednik. On se ustaje i izlazi iz prostorije ostavivši Rigga da iskrvari. Radnja se sada seli u prostoriju u blizini ove gdje se radnja nadovezuje na radnju Slagalice strave III. Jeff je već ubio Jigsawa, uzrokovao smrt svoje supruge i svejedno nije saznao gdje mu je kćer. Tada u prostoriju ulazi Strahm i vidi Jeffa koji uperi pištolj u njega misleći kako je ovaj odgovoran za otmicu njegove kćeri. Strahm tada ubija Jeffa u samoobrani, time zapravo ispunjavajući predviđanje koje je Billy rekao agentici Perez. Strahm je tako ubio sasvim nevinu osobu, baš kako je Billy predvidio. Prije nego što može dalje reagirati, Hoffman ga zaključava u prostoriju s tijelma Amande, Lynn, Jeffa i Jigsawa. 
Kraj ponovo prikazuje sobu za autopsiju s početka filma, time zapravo govoreći da se radnja filma događala prije samog početka filma.

## Uloge
| Glumac             | Uloga                     |
| ------------------ | ------------------------- |
| Tobin Bell         | John Kramer / Jigsaw      |
| Lyriq Bent         | Poručnik Daniel Rigg      |
| Costas Mandylor    | Detektiv Mark Hoffman     |
| Scott Patterson    | Agent Peter Strahm        |
| Betsy Russell      | Jill Tuck                 |
| Athena Karkanis    | Agentica Lindsey Perez    |
| Justin Louis       | Art Blank                 |
| Donnie Wahlberg    | Detektiv Eric Matthews    |
| Billy Otis         | Cecil Fletcher            |
| Janet Land         | Morgan                    |
| Ron Lea            | Rex                       |
| Sarain Boylan      | Brenda                    |
| Marty Adams        | Ivan Landsness            |
| Kevin Rushton      | Trevor                    |
| Emmanuelle Vaugier | Addison Corday            |
| Tony Nappo         | Gus Colyard               |
| Ingrid Hart        | Tracy Rigg                |
| Kim Roberts        | Medicinska sestra Deborah |
| Angus Macfadyen    | Jeff Reinhart             |
| Shawnee Smith      | Amanda Young              |
| Dina Meyer         | Allison Kerry             |
| Bahar Soomekh      | Lynn Denlon               |
| James Van Patten   | Doktor Hefner             |
| Mike Realba        | Detektiv Fisk             |
| Joanne Boland      | Fotograf CSU-a            |
| Alison Luther      | Jane                      |
| Noam Jenkins       | Michael Marks             |
| J. Larose          | Troy                      |
| Mike Butters       | Paul Leahy                |
| Oren Koules        | Neimenovani čovjek        |

## Reakcija
Slagalica strave IV je dobila uglavnom loše kritike. Stranica Rotten Tomatoes dala je filmu rejting od 18%, temeljen prema 64 kritike, dok mu je stranica Metacritic dala ocjenu 36/100, prema 16 kritika. No, web stranice nisu jedini koji su filmu dali loše kritike. Scott Schueller iz Los Angeles Timesa je rekao da je film nije ispunio očekivanja, te je dodao:
Frank Scheck iz Hollywood Reportera je kako su scene mučenja u filmu iscrpile maštovitošt, no kako cijela radnja nije prešla u apsurd i besmisao, kao kod filmova tipa Petak 13. ili Strava u Ulici brijestova. Peter Hartlaub iz San Francisco Chroniclea je napisao:
No, film je dobio i pozitivne kritike. Scott Weinberg iz Fearneta je rekao:
Stranica Horror.com je rekla kako je Slagalica strave IV najbolji dio serijala, te kako je ponudila rješenje slagalice. Pozitivna kritika stigla je i od Jamiea Russella, novinara BBC-a, koji je pohvalio film kako ima sve elemente horor filma. Film je pohvalio i Chris Hewitt iz St. Paul Pioneer Pressa rekavši da je konstruiran jednako dobro kao i Jigsawove zamke. Film School Rejects je film nazvao impresivnim, a pohvalio je i cijelu franšizu, dok je Linda Cook iz Quad City Timesa uz pohvalu filma dodala i kako producenti imaju izvrsnu podlogu za sljedeći nastavak.

## Uspjeh na blagajnama
Film se u SAD-u i Kanadi počeo prikazivati 26. listopada 2007. i uspio je ostvariti dobitak od $31,756,764 u 3,183 kina čime je zasjeo na prvo mjesto box office ljestvice. Dana 29. ožujka 2008. izračunato je da je Slagalica strave IV donijela zaradu od $63,300,095 u domaćim i $139,352,633 u svjetskim kinima. U kinima je ostao sveukupno 49 dana (7 tjedana).

## Vanjske poveznice
- Službena stranica  Arhivirana inačica izvorne stranice od 5. siječnja 2009. (Wayback Machine)

Slagalica strave IV u internetskoj bazi filmova IMDb-a
- Slagalica strave IV na Rotten Tomatoes
- Slagalica strave IV na Box Office Mojo
- Slagalica strave IV  Arhivirana inačica izvorne stranice od 13. siječnja 2009. (Wayback Machine) na IGN-u